# Математическая картография
Математическая картография — раздел картографии, изучающий математические способы построения картографических проекций, их преобразований, методы изыскания проекций, способы и технические приёмы применения проекций на практике.
К математической картографии также иногда относят весь комплекс вопросов, связанных с математическим обоснованием карт (компоновка карт, расчёт рамок и т. п.), а также способы и средства измерений на картах (см. Картометрия).
Тесно связана с математикой, геодезией и другими дисциплинами.

## История
- На первых этапах (VI век до н. э. — XVII век н. э.) развития картографической науки изобретались, исследовались и использовались отдельные картографические проекции. Часть их создавалась скорее на интуитивно-практическом уровне, а не на формально-математической основе.
- В более позднюю эпоху (XVIII век — начало XX века) создавались также отдельные классы проекций и другие их совокупности. Развивалось представление о Земле как о неидеальном шаре.
- В XX веке успешно развивается теория создания новых методов получения различных (зачастую новых) классов или групп проекций, а также теория преобразований их. Происходит механизация и последующая автоматизация методов работы с картами. Программируемые ЭВМ становятся одним из важнейших средств реализации математических моделей в картографии.
- К началу XXI века развитие глобальных спутниковых систем навигации и требования повышения точности представления данных и картометрических результатов привели к созданию совершенно новых методов работы с географическим пространством, не привязанным, в частности, к традиционному плоскостному отображению карты.

## Задачи математической картографии
В математической картографии различают прямую и обратную задачи.

### Прямая задача
Прямая задача — исследование свойств картографических проекций, заданных уравнениями вида:

{\displaystyle \left\{{\begin{matrix}x=f_{1}(\lambda ,\phi )\\y=f_{2}(\lambda ,\phi )\end{matrix}}\right.},  (1)
где {\displaystyle \lambda } и {\displaystyle \phi } — широта и долгота точки на земном эллипсоиде.

### Обратная задача
Обратная задача М. к. имеет целью восстановление уравнений (1), или, более обще, нахождение проекций по заданным в них распределениям искажений.